# Vlaamse Concentratie (politieke partij)
De Vlaamse Concentratie is een voormalige Vlaamse politieke partij.
Ze werd opgericht op 14 mei 1949 door onder meer Hektor De Bruyne en Daniël Merlevede, en was de eerste Vlaams-nationalistische politieke partij die tot stand kwam na het einde van de Tweede Wereldoorlog. Het was ook de eerste antirepressiepartij in Vlaanderen.
Bij de verkiezingen van 26 juni 1949 kreeg de Vlaamse Concentratie 103 896 stemmen, wat net niet voldoende was voor een verkozene. Aan de volgende verkiezingen in 1950 nam de Concentratie niet meer deel en in 1954 hield de partij op te bestaan na interne ruzies. In datzelfde jaar kwam er een verkiezingskartel tot stand tussen Vlaams-nationalisten en vertegenwoordigers van het Boerenfront en de middenstand, die zich verenigden in de Christelijke Vlaamse Volksunie. De meeste leden van de Vlaamse Concentratie werden lid van deze nieuwe partij.